# إرنست هاكيت
إرنست هاكيت (بالإنجليزية: Ernest Hackett)‏ (1908 في المملكة المتحدة - ) هو لاعب كرة قدم بريطاني في مركز حراسة المرمى. لعب مع كوفنتري سيتي ونيوبورت كونتي ووولفرهامبتون واندررز.